# Sinagoga di Cuneo
La sinagoga di Cuneo, situata in via Mondovì, è un esempio ancora integro di sinagoga di ghetto piemontese, ristrutturata nell'epoca dell'Emancipazione.
Benché la comunità ebraica di Cuneo sia oggi ridotta a poche famiglie, la sinagoga è ancora adibita al culto e aperta regolarmente per la visita.

## Storia
La sinagoga di Cuneo fu costruita nel 1611 nel cuore del ghetto da poco costituito. Il luogo di culto è rimasto ininterrottamente nella stessa area, ma nel 1884, in seguito all'Emancipazione, il tempio fu completamente ristrutturato sia all'esterno che all'interno. A ricordo del vecchio edificio rimangono due lapidi. La prima ricorda la dedicazione del tempio nel 1611; la seconda celebra un lieto evento (il "Purim della bomba"), quando nel 1799 in occasione dell'assedio delle truppe napoleoniche alla città di Cuneo un colpo di cannone penetrò la sinagoga durante una funzione senza provocare alcuna vittima tra i numerosi presenti.
Con la ristrutturazione ottocentesca la sinagoga acquisisce in primo luogo la facciata monumentale, che era preclusa alle vecchie sinagoghe di ghetto, cui si imponeva di rimanere nascoste all'interno di edifici anonimi.

## Descrizione
Di sobrio stile barocco, la facciata della sinagoga di Cuneo si apre sulla strada con due portoni ad arco in legno scuro, contornati da pietra e sovrastati simmetricamente da una coppia di finestre. La facciata è separata dagli altri edifici del ghetto e inquadrata da due colonne con fregi corinzi, unite da un cornicione monumentali. A decorazione dell'architrave campeggia un'iscrizione in ebraico: "Essi mi faranno un santuario e abiterò in mezzo a loro" (Es 25,8). Sopra il cornicione si ripete il motivo delle due colonne che inquadrano tre piccole finestre.
Una rampa di scale porta al primo piano, dove sulla destra vi è una piccola stanza un tempo adibita a scuola e biblioteca, che conserva gli arredi originali. Nei locali adiacenti è stata creata nel 2017 la Biblioteca "Davide Cavaglion" che raccoglie testi per la storia degli ebrei a Cuneo e in Piemonte, con annessa sala per conferenze.
Al secondo piano si trova la sala di preghiera, rettangolare. Le pareti grigie e il soffitto sono decorati da cornici dorate, iscrizioni in ebraico e candelieri. Due coppie di finestroni e un grande lampadario centrale in ferro battuto e cristallo danno luce alla sala. I banchi sono tutti collocati in direzione dell'armadio (aron) e del podio (tevah) che si trovano entrambi sul lato orientale, secondo la nuova moda ottocentesca che tendeva a rendere la struttura della sinagoga più simile a quella di una chiesa. Allo stesso scopo risponde l'erezione del grande pulpito. L'armadio in legno dipinto è un esempio di barocco veneziano, con decorazioni di elementi liturgici e dorature.
Una terza rampa di scale conduce al matroneo, che è illuminato dalle finestre sulla facciata e si affaccia sulla sala di preghiera con una balaustra in legno.

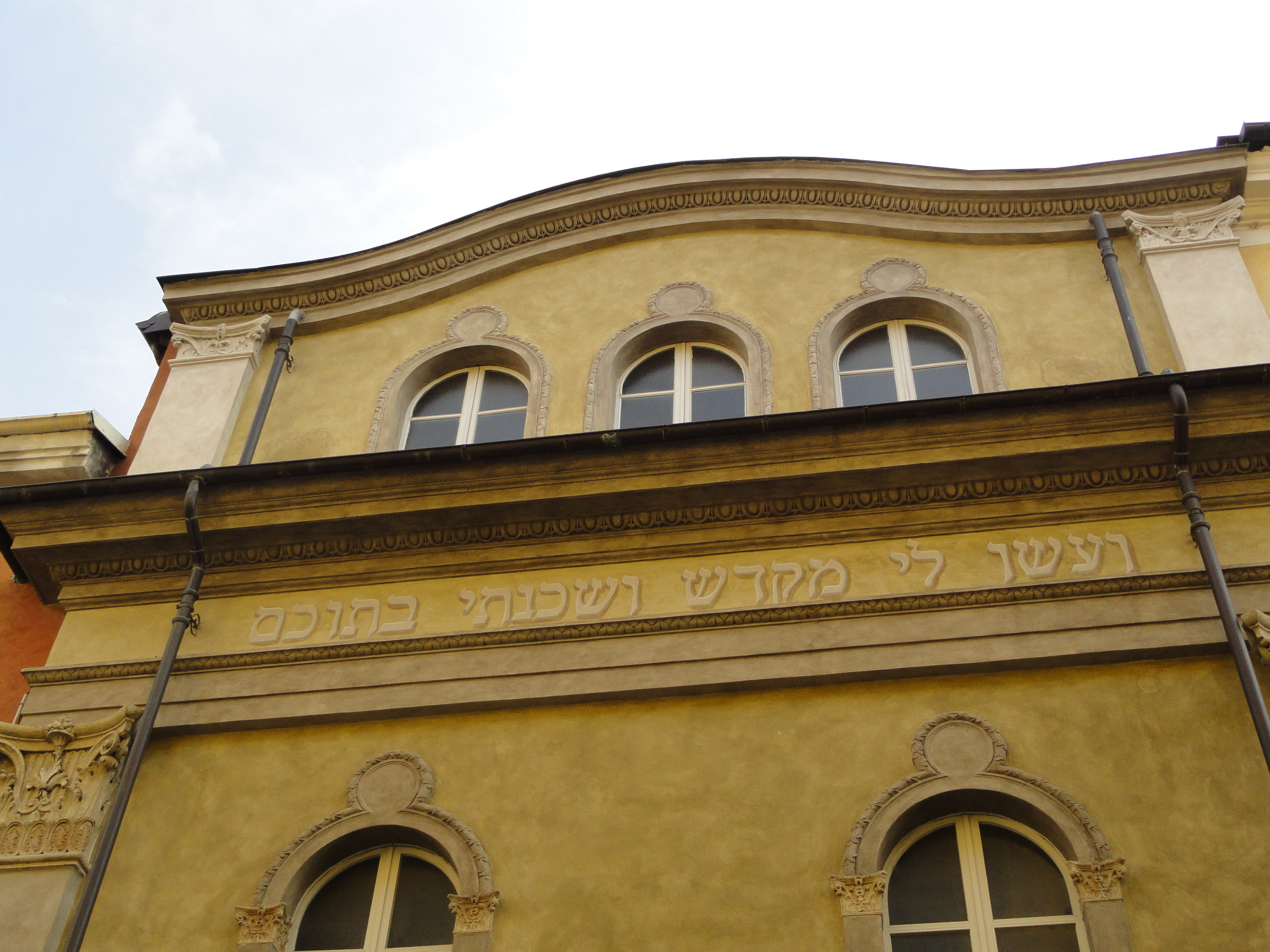
Iscrizione ebraica sulla facciata
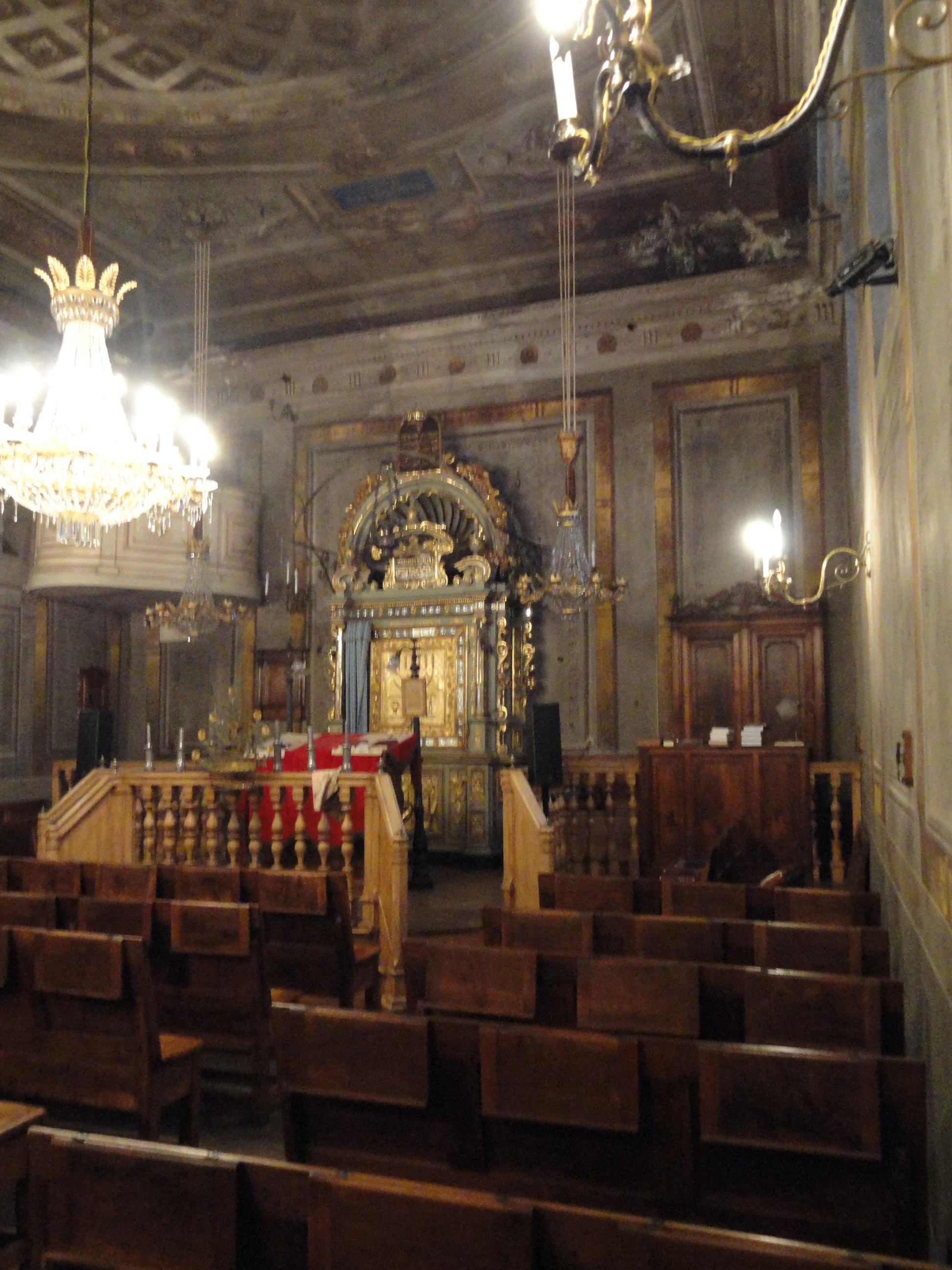
La Tevah e l'arca santa
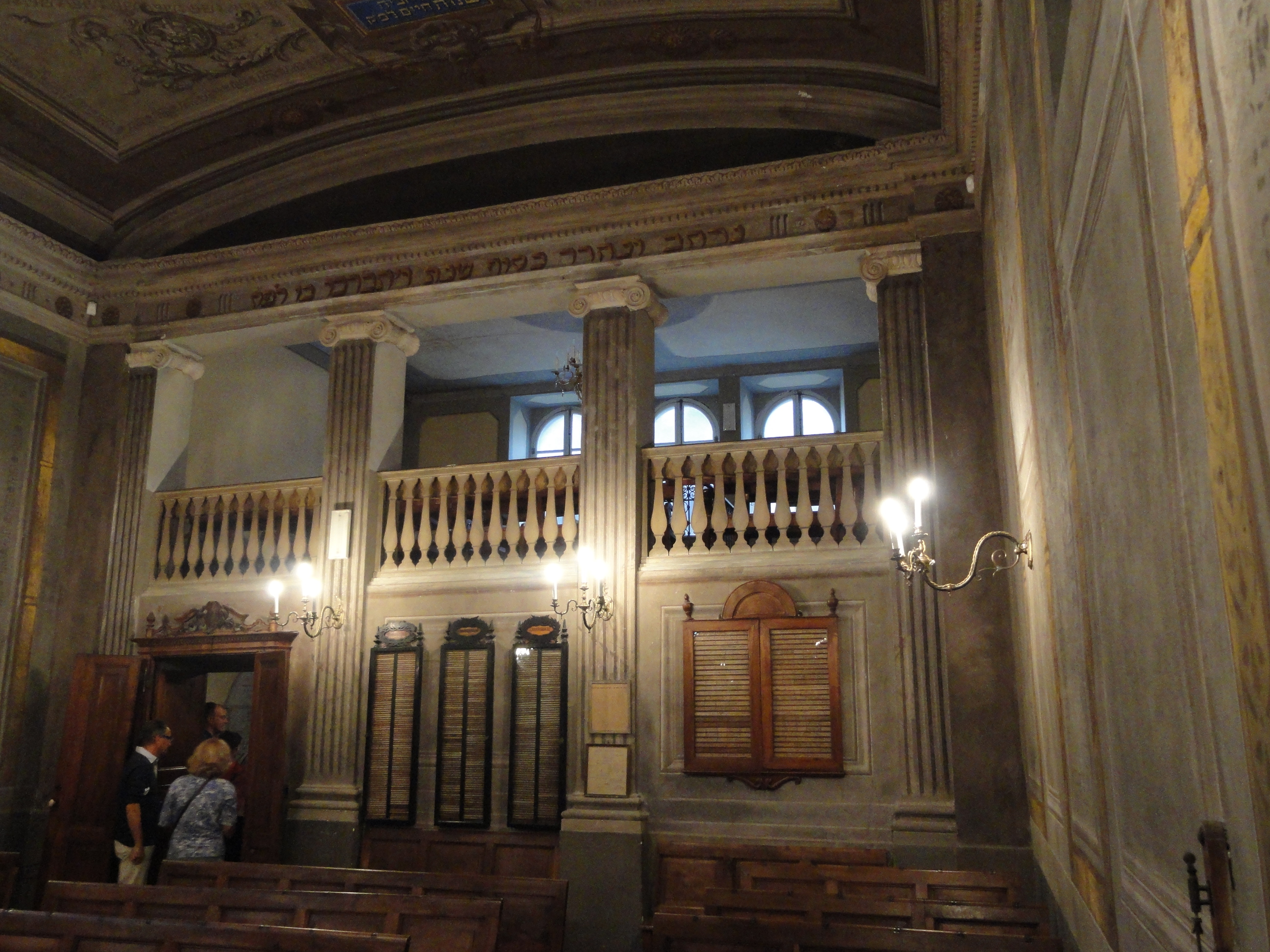
Il matroneo
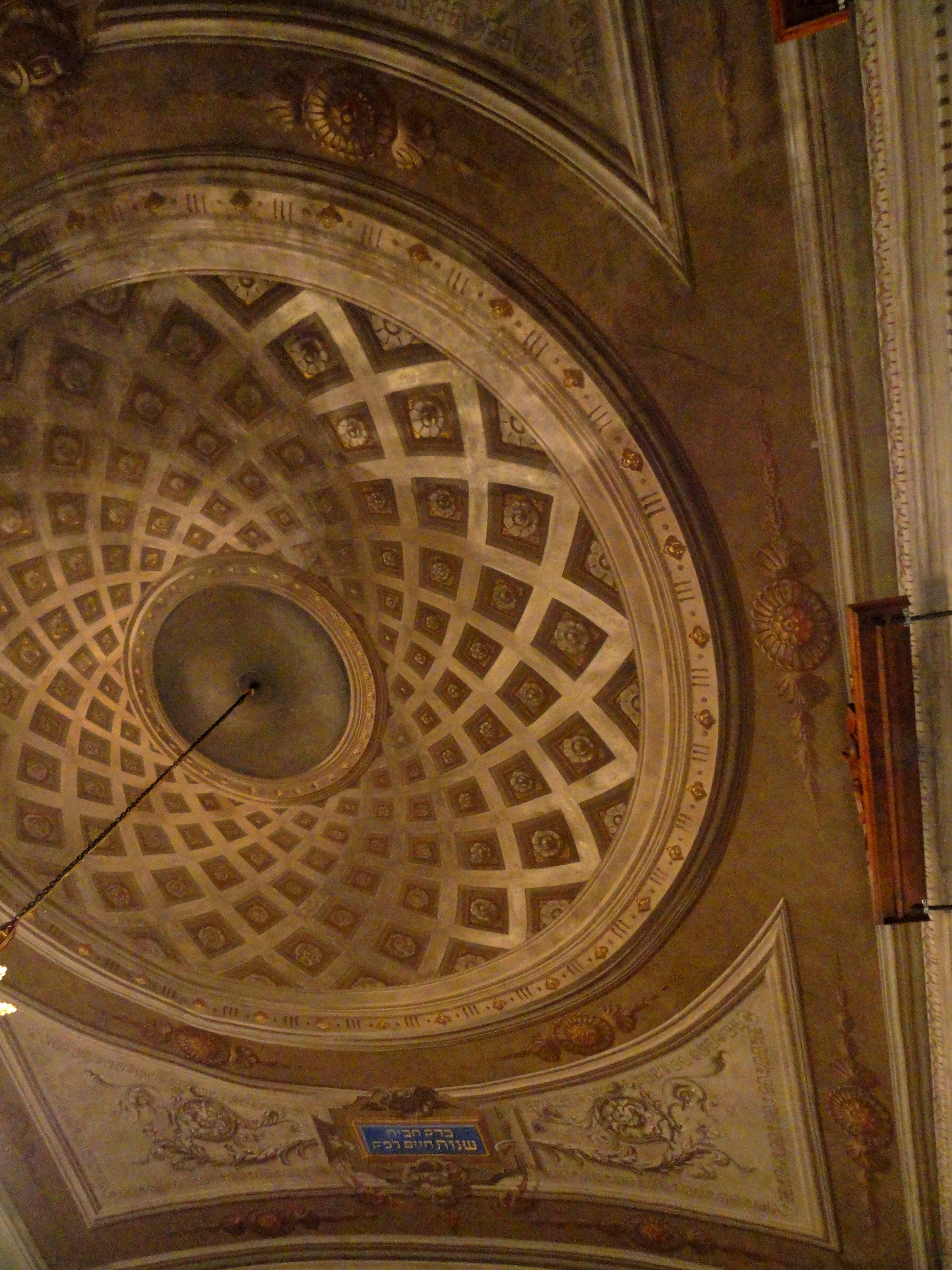
Il soffitto

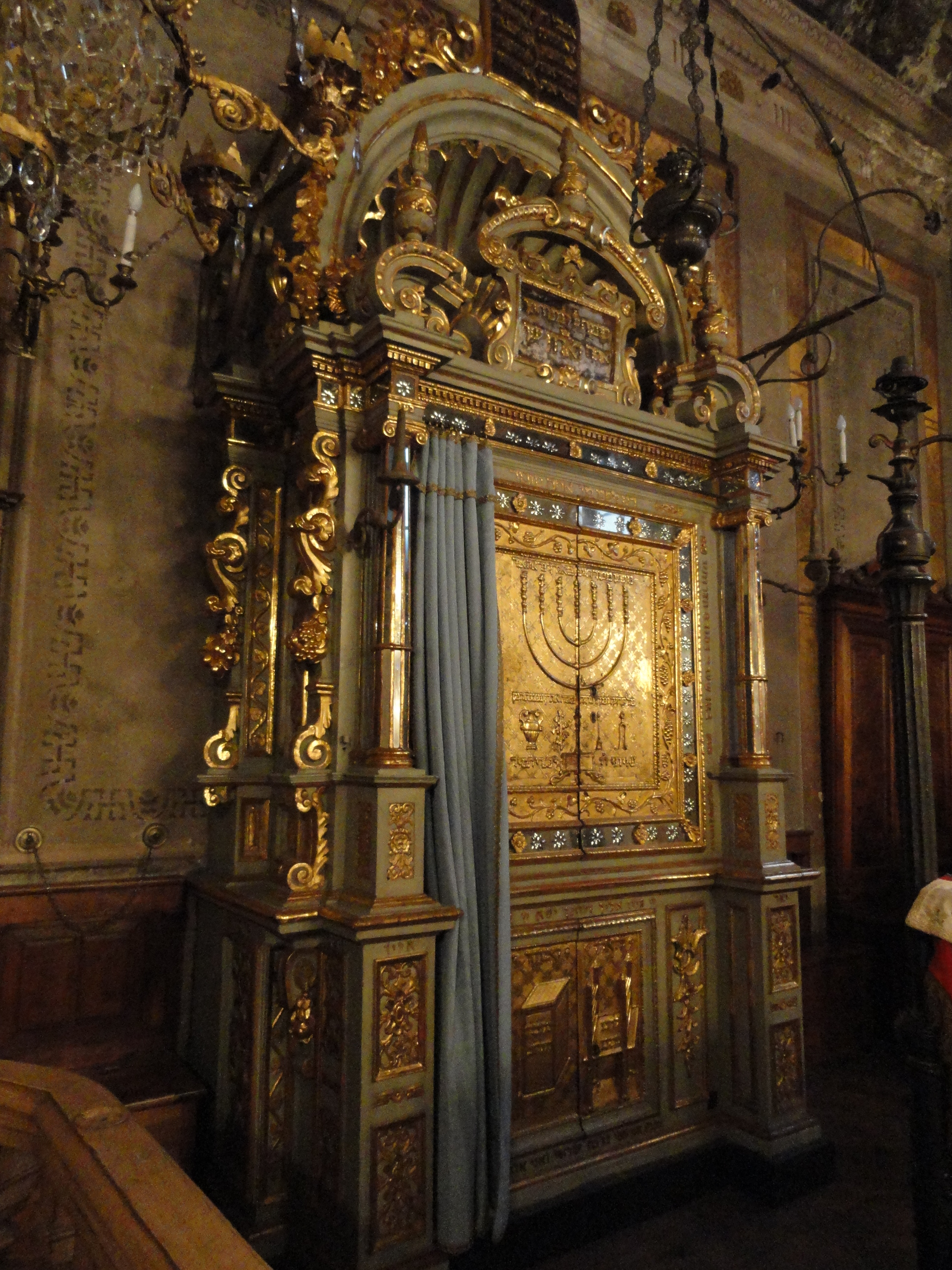
L'arca santa
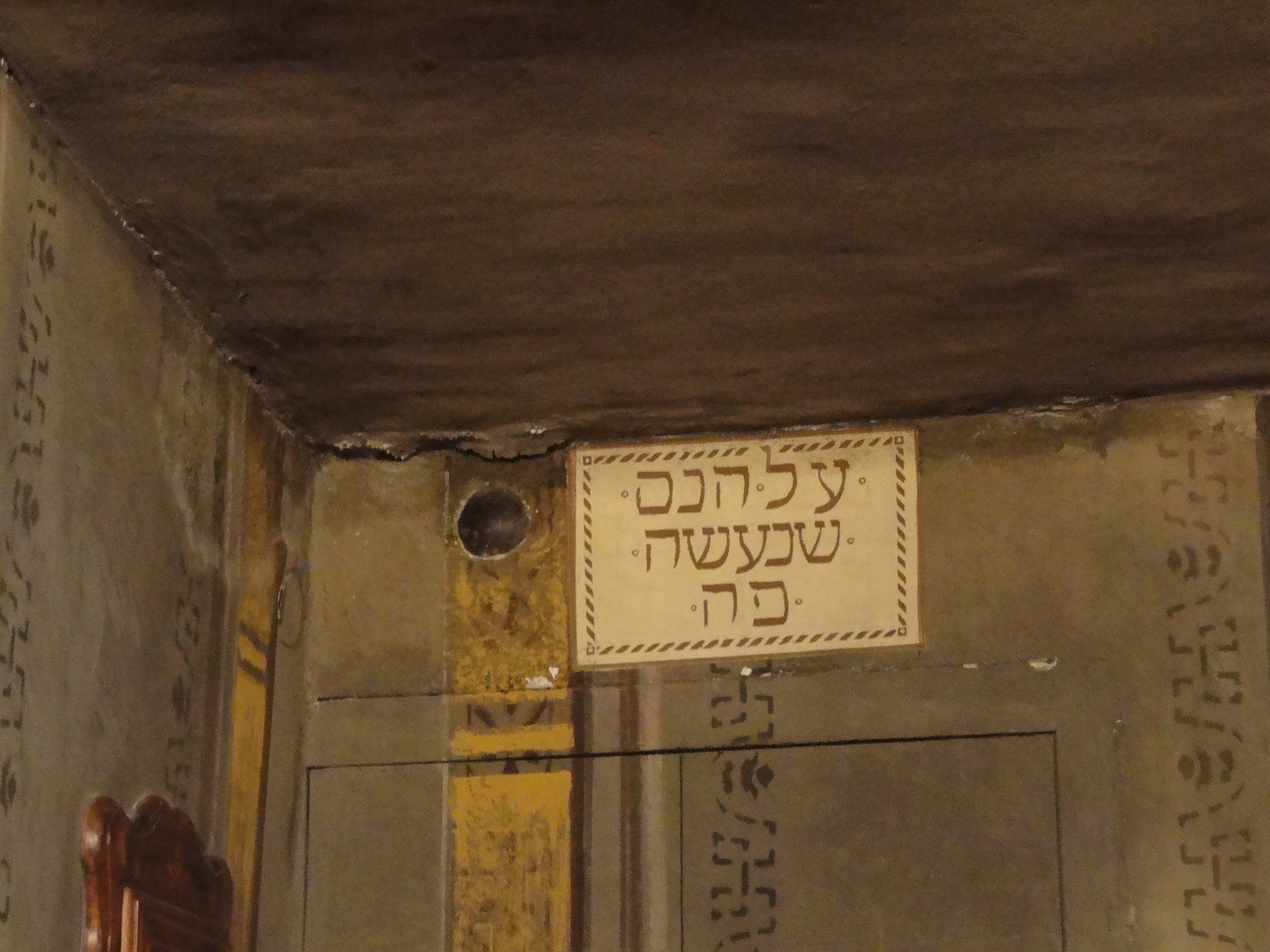
La palla di cannone incastrata nel muro
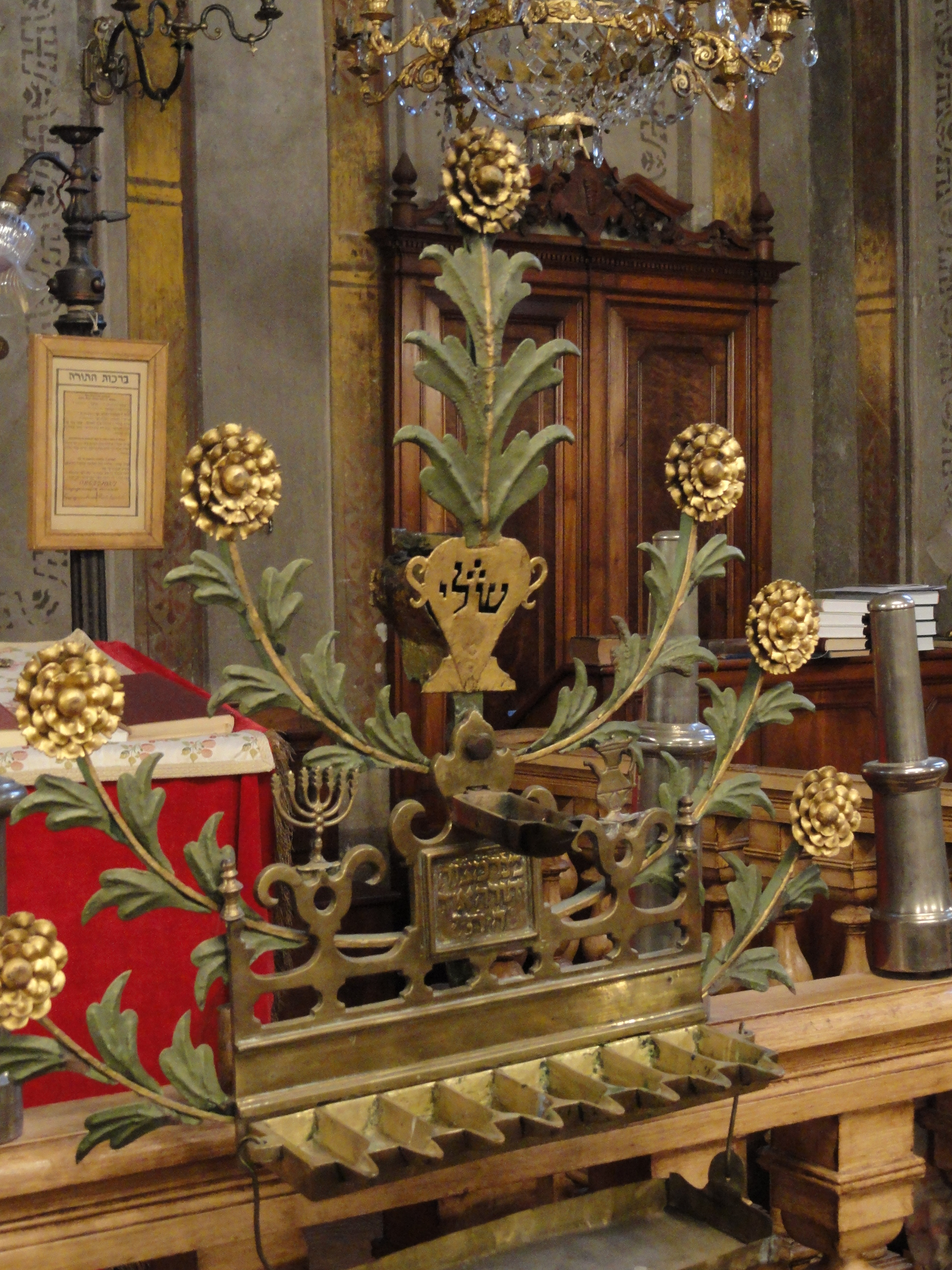
Candelabro
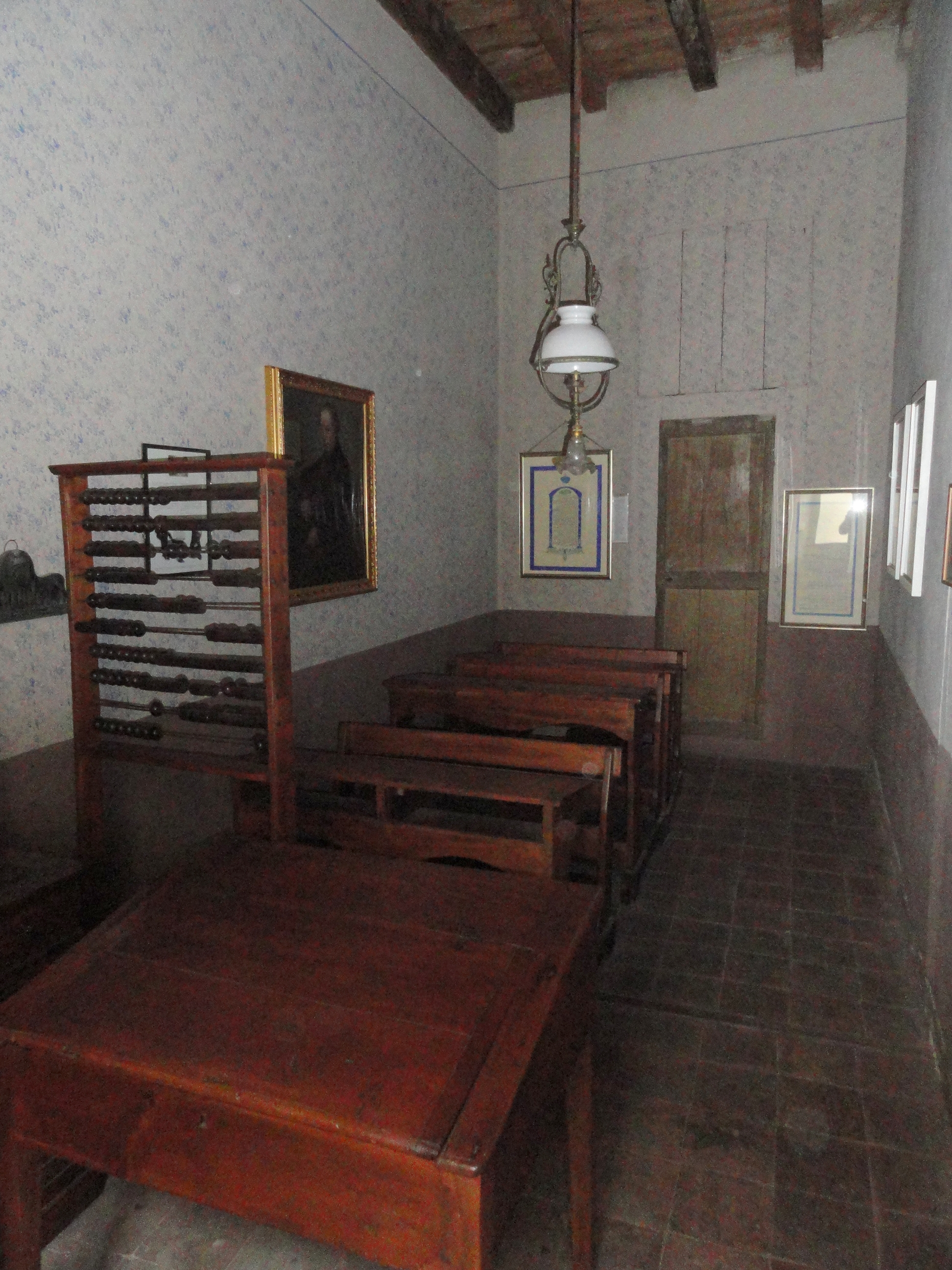
Il locale della scuola